# April-meistakingen

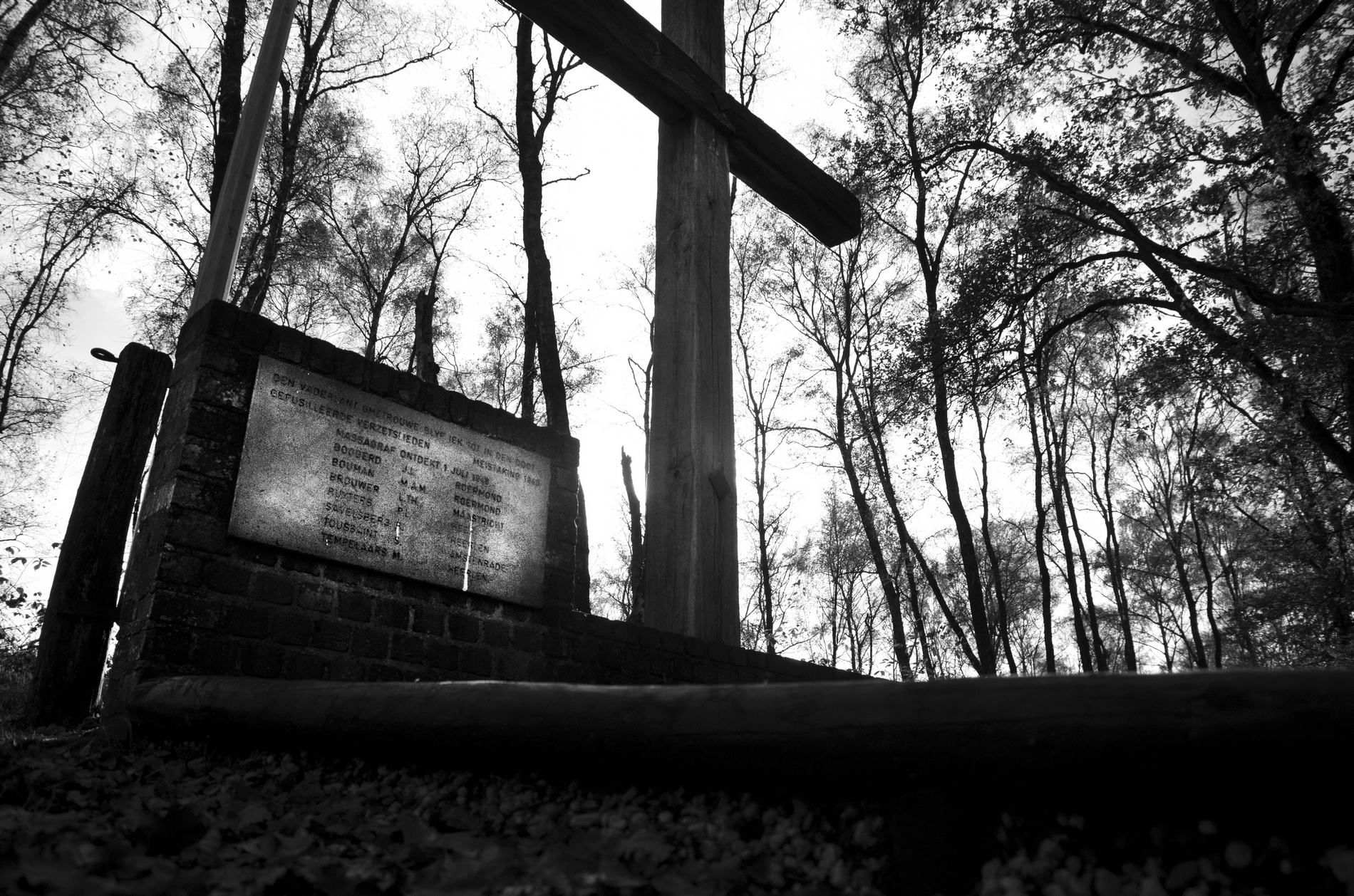
Massagraf van gefusilleerde verzetsstrijders tijdens de Meistaking in Limburg, ontdekt op 1 juli 1948

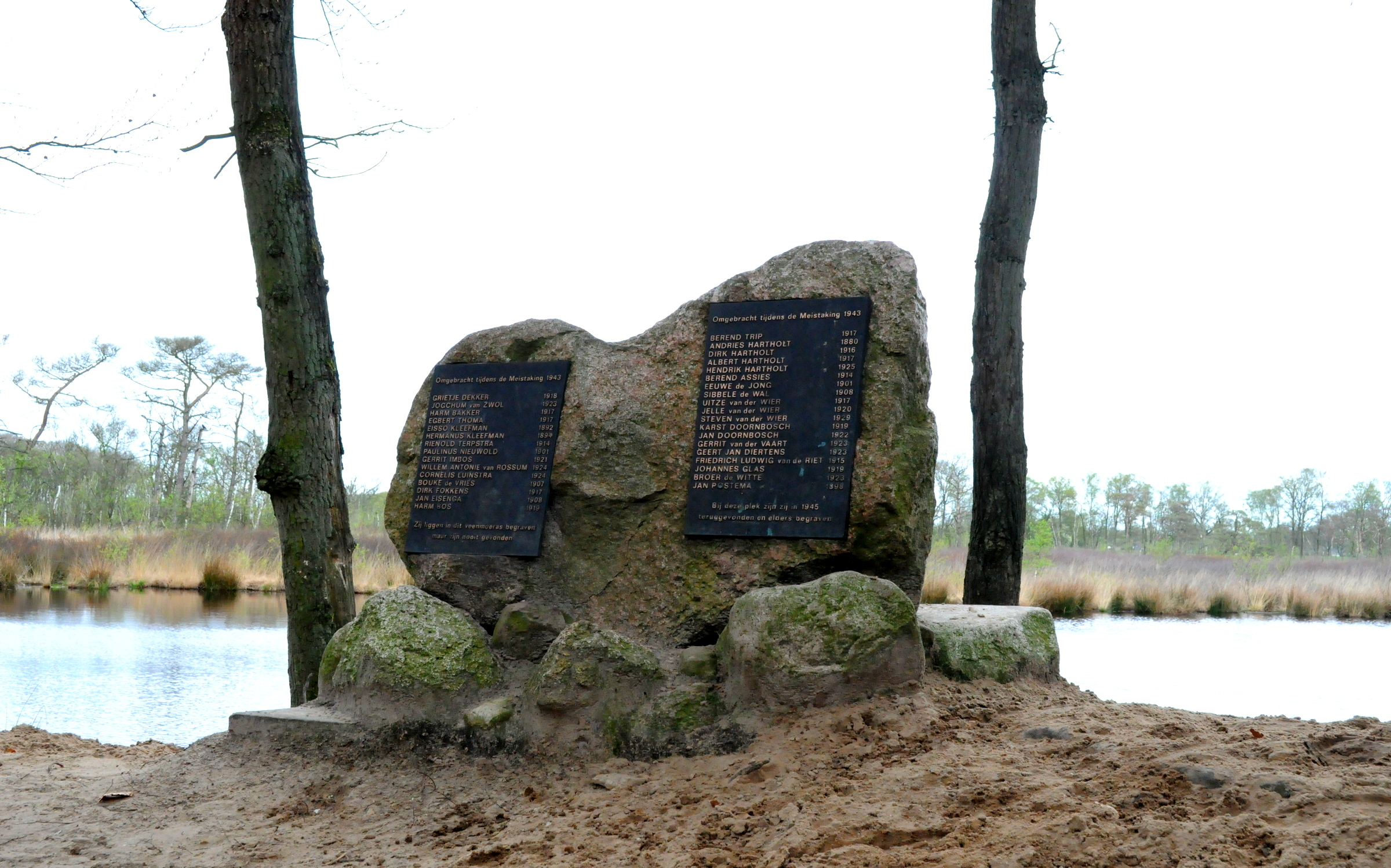
Oorlogsmonument voor de Meistaking in Appelbergen

De April-meistaking (ook bekend als de melkstaking of mijnstaking) was een grote, algemene en antinazistische staking in 1943 in Nederland tegen de gedwongen arbeidsinzet tijdens de Tweede Wereldoorlog. De nazi's doodden hierbij ruim 200 mensen. Het is het meest massale protest van bezet Europa en misschien de grootste staking uit de Nederlandse geschiedenis.

## Aanleiding

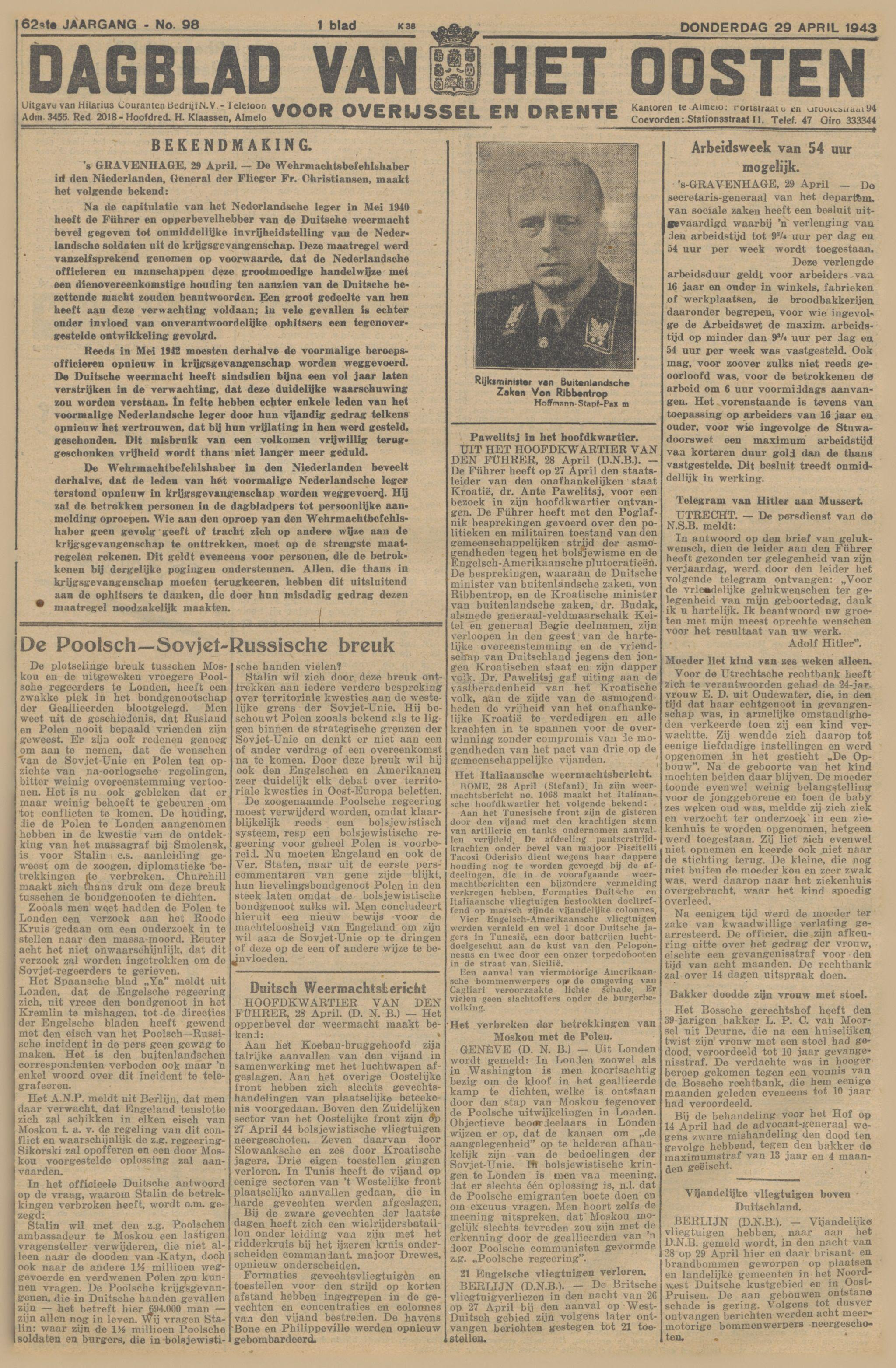
Bekendmaking van het krijgsgevangenschap op de voorpagina

De aanleiding voor de spontane landelijke staking was de bekendmaking op 29 april 1943 dat Nederlandse oud-militairen die gevochten hadden in 1940 zich moesten melden om te gaan werken in Duitsland voor de Arbeitseinsatz. Door de vele Duitse doden tijdens de slag om Stalingrad waren extra mankrachten nodig om de Duitse oorlogsindustrie draaiende te houden. Nederlanders die weigerden te werken in Duitsland konden op 'den strengste maatregelen' rekenen.
Deze Nederlandse ex-militairen vormden volgens de Duitsers ook een potentiële bedreiging. Indien de geallieerden tot een invasie in West-Europa zouden overgaan, zouden zij zich aan kunnen sluiten bij het verzet en wellicht zelfs een grootschalige opstand kunnen ontketenen. Door hen op te roepen voor tewerkstelling rekende men af met dit risico. Bovendien konden de nieuwe arbeidskrachten worden ingezet voor het bouwen van kustverdedigingswerken. Van de 240.000 opgeroepen Nederlandse militairen zouden er overigens uiteindelijk slechts 11.000 in krijgsgevangenschap worden weggevoerd. De meerderheid weigerde zich te melden en dook onder.

## Staking
De staking begon op donderdag 29 april 1943 bij Machinefabriek Gebr. Stork & Co in Hengelo in Overijssel en verspreidde zich razendsnel over heel Nederland. Stakingsleider Jan Berend Vlam was na acht maanden uit het Kamp Sint-Michielsgestel gekomen. Zijn verzet stopte niet, direct uit het kamp organiseerde hij in zijn woning aan de Krabbenbosweg in Hengelo bijeenkomsten die uiteindelijk zouden leiden tot de stakingen.
In samenwerking met de telefoniste van Stork, Femy Efftink, werd de staking groot. Zij belde met alle contacten die zij als telefoniste had met het verzoek om ook mee te doen. Gaandeweg verspreidde de staking zich over bedrijven in bijna alle provincies van het land. Meer dan 500.000 mensen legden uiteindelijk het werk neer. De stakingen in de fabrieken en mijnen waren het duidelijkst meetbaar maar ook in de agrarische sector werd gestaakt. Melk werd weggegooid of direct aan de deur verkocht in plaats van geleverd aan de zuivelfabrieken. Daarom werden de April-Meistakingen ook wel de melkstaking genoemd in gebieden waar dit de manier van staken was. Locoburgemeester Steggink weigerde die donderdagavond aan de inmiddels gearriveerde Beauftragte Weidlich lijsten met de minstens 20.947 Twentse stakers te overhandigen. In de nacht van donderdag op vrijdag arriveerden nog 200 man Ordnungspolizei.
Leden van de politie en SS kregen van Rauter ondubbelzinnige instructies. Zij moesten onmiddellijk het vuur openen als op de openbare weg samenscholingen van vijf of meer personen werden ontwaard. Niet eerst waarschuwingsschoten lossen, maar onverwijld raak schieten. Alleen vrouwen moesten worden ontzien. Ook zij zouden echter ten prooi vallen aan de Ordnungspolizei. In Mussel werd de onschuldige Grietje Dekker, die in verwachting was, in koelen bloede geliquideerd. Desondanks staakten er op vrijdag 30 april nog meer mensen, onder andere van Hazemeijers Signaalapparaten en de telefonistes van het hoofdkantoor van de PTT. Die vrijdag werd de druk op de Twentse burgemeesters opgevoerd. Als de staking niet werd opgeheven zou ernstig bloedvergieten niet voorkomen kunnen worden, aldus Beauftragte Weidlich en Hauptmann Ney, commandant van Organisation Todt.

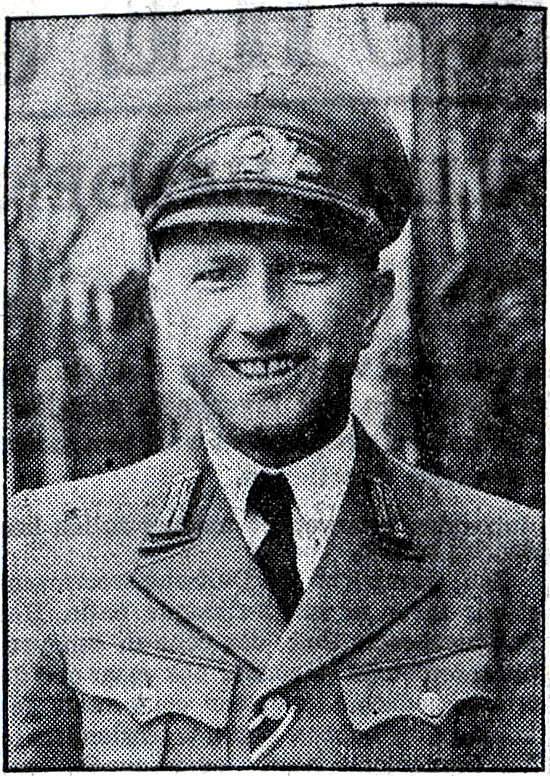
Beauftragte Weidlich

Een teleurstelling voor de stakers was dat de Nederlandse Spoorwegen bleven rijden. Ook bleef het stil in en rond Rotterdam, Den Haag en Amsterdam, waar men de bloedige nasleep van de Februaristaking van 1941 nog in het geheugen had. De staking eindigde op 3 mei 1943. Bij het spoorwegpersoneel was overigens wel bereidheid tot staken. Op de stations in Amersfoort en Roozendaal legden de personeelsleden het werk neer. De directie besloot echter dat de treinen moesten blijven rijden.
De staking was de grootste van Nederland met een deelname van rond 400.000 mensen. De staking had veel invloed en werd een keerpunt genoemd in de bezetting. De bezetter leerde dat het niet was gelukt om de Nederlanders tot het Nationaal Socialisme te laten komen en de Nederlanders zagen nu de terreur van de Duitsers waardoor het verzet een enorme impuls kreeg. Zo stond er in 1943 een manifest in Trouw met de volgende tekst: "De vijand heeft thans het masker volledig afgeworpen. De mythe van de grootmoedigheid van den Führer is ten einde. Erkend wordt nu door de Duitschers wat wij zijn: vijanden, en niet een deel van de Groot-Germaanse Gemeenschap."

### Overijssel
De staking ontstond in Hengelo doordat de telefoniste van Stork, Femy Efftink, iedereen die belde liet weten dat er gestaakt werd en zelf ook rond belde met de mededeling dat er gestaakt werd en de vraag “staakt u mee?” Zo verspreidde het bericht zich naar de telefooncentrale van Van Heek en co N.V  en het Almelose bedrijf Palthe’s textielveredelingsbedrijven N.V. Samen belden zij andere bedrijven en riepen op tot staking. De stakingen verspreidden zich al snel naar de agrariërs die de melklevering stopten en de verkeersdiensten stopten. In Enschede traden de Duitsers hardvochtig op. Zij kondigden het politiestandrecht af voor iedereen die die vrijdagavond om 20.00 uur nog buiten was. Voor die tijd raasden zij echter al door de straten en schoten willekeurig mensen dood. Ook op mensen die in hun tuin waren werd geschoten.
In Haaksbergen werd ook gestaakt, hierbij werd op last van luitenant Schatz het personeel ondervraagd over de staking. Een deel van de mensen werden gearresteerd en naar Dolphia in Enschede gereden. Negen mannen en vrouwen werden vervolgens ter hoogte van De Broeierd uit de auto gezet waarna het vuur op hen werd geopend. Zeven man kwamen direct om het leven, twee wisten te ontkomen. A.B. Wijlens werd echter de volgende dag op de fabriek gearresteerd en vervolgens doodgeschoten. Herman Goering was de enige die kon ontkomen. Hij dook onder en kon daardoor vertellen wat er gebeurd was.

### Groningen en Drenthe
In Drenthe werd niet alleen gestaakt, hier werden ook de boerderijen van NSB'ers in brand gestoken. Dit gebeurde in verschillende plaatsen tegelijkertijd waardoor de nachtelijke hemel van 2 op 3 mei rood kleurde.
In Marum werd er ook gestaakt. Naast een melkstaking werden hier melkwagens en melkboten onklaar gemaakt en werden er op enige plaatsen bomen over de weg gelegd zodat een hervatting van  de melklevering zou uitblijven. Een Feldwebel, gestationeerd in Trimunt, ging met een aantal soldaten naar Marum. Er werden willekeurig achttien mensen opgepakt en in een barak bij Trimunt opgesloten. Er werd nergens op gelet, zo werd ook een jongen van dertien jaar opgesloten. Diezelfde dag werden de gevangenen in groepjes van vier neergeschoten. De jongen van dertien probeerde nog te vluchten maar viel na een Duits salvo dodelijk getroffen neer. De Duitsers vertelden echter niet aan de burgemeester van Marum dat de mensen waren vermoord en er bleef lang onzekerheid bestaan over het lot van hen. Pas enige maanden na 3 mei kreeg de burgemeester goederen terug die aan de slachtoffers hadden toebehoord.

### Zuidelijke provincies
In de Staatsmijn Maurits werd in de nacht van 29 op 30 april door de ruim duizend arbeiders besloten te staken. Die ochtend postten zij bij de bussen die de dagploeg zou vervoeren. Zij besloten ook mee te staken. Het nieuws van de stakingen verspreidde zich en ook de ambtenaren besloten mee te staken. Vrijdagmiddag staakten alle mijnen met inbegrip van de beide bruinkoolbedrijven. Zaterdagavond werd Ir. J.B van der Drift gearresteerd. Nadat er executies waren uitgevoerd op maandag waarbij zeven mannen werden vermoord werd het werk mondjesmaat weer hervat.
Het staken door de mijnwerkers had een grotere staking tot gevolg, soms tegen wil en dank bij bijvoorbeeld de busdiensten en de tramdienst. Hierdoor vond er ook verkeersstagnatie plaats in het Julianakanaal waar een aantal sleepbootkapiteins deserteerden met als gevolg dat een grote hoeveelheid sleepaken bleven liggen. Ook in deze provincies staakten de boeren en de melkrijders tot zondag. In Roermond speelde de secretaris van de bisschop, drs. Leo Moonen, een belangrijke rol in het verzet en daarmee ook in het volhouden van de stakingen.
In Noord-Brabant werd net zo fel gestaakt als in Friesland. Hoewel de bewoners wel bedachtzaam te werk gingen. Er vonden geen sabotageacties plaats. In de Philipsfabrieken in Eindhoven staakte het personeel en hield dit ook behoorlijk lang vol. Zij gingen pas weer aan het werk nadat op maandag 3 mei 1943 zeven willekeurig uitgekozen stakers waren geëxecuteerd door de Duitsers.

### Gelderland
In Gelderland verschilde de stakingsbereidheid van plaats tot plaats. In Eibergen legden velen het werk neer. In Neede en Lichtenvoorde bleef de staking beperkt tot enkele industriële bedrijven. In Hattum bezette een aantal inwoners een gebouw van het Centraal Distributiebureau en dwong de daar aanwezigen ambtenaren het werk neer te leggen.

### Utrecht
De eerste staking in Utrecht begon bij de Lubro-broodfabrieken waar de helft van het personeel in staking ging. Kantoorpersoneel in de omgeving volgde maar ook hier werd er voornamelijk gelet op de Nederlandse Spoorwegen. De directie besloot niet over te gaan tot staken uit angst dat een mislukte stakingsactie nu een eventuele latere stakingsactie in de weg zou staan. De vrouwen die werkzaam waren bij de telefooncentrale van de directie van de Nederlandse Spoorwegen staakten echter wel. Hierin nam Gré Hekket de leiding. Zij verzond voor het verlaten van haar bureau een telexbericht naar 18 hoofdstations met de mededeling dat de stakingen die dag om 14.00 uur zouden beginnen. De directie liet het bericht meteen herroepen en de Duitse politie vaardigde een arrestatiebevel tegen haar uit waarna ze veroordeeld werd tot 15 jaar tuchthuisstraf.

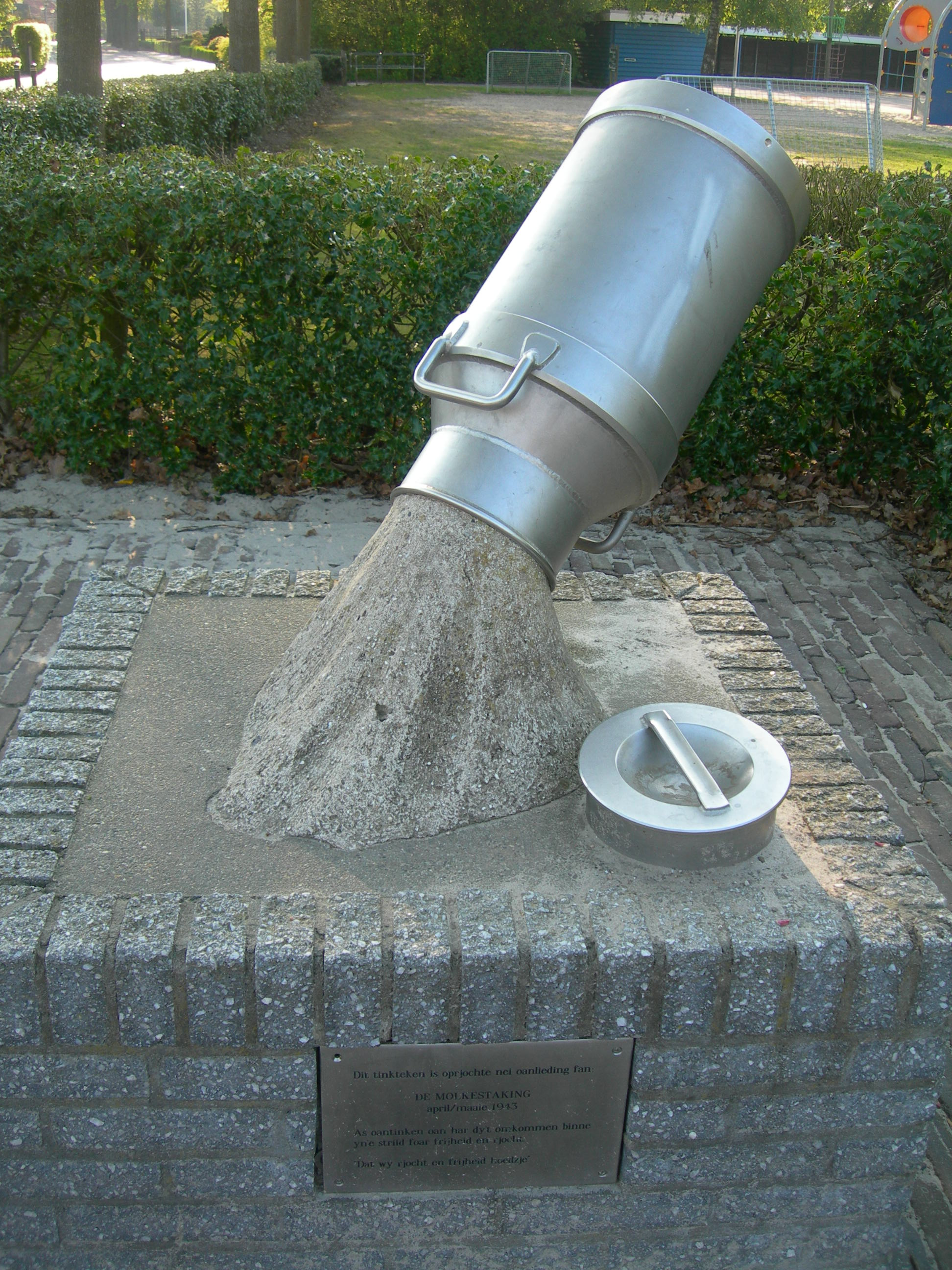
Monument melkstaking April/Mei 1943 Suameer

### ‘t Bildt en de rest van Friesland
In Het Bildt werd er die donderdagavond al overlegd over de mogelijkheid tot staken. Getuigenverklaringen vertellen van een samenkomst van enige honderden mannen op een viersprong in Sint Annaparochie. Die vrijdagochtend fietsten de mannen naar naburige dorpen om er het uitbreken van de staking te bespoedigen. Bussen onderweg naar de markt in Leeuwarden werden tegengehouden en gedwongen terug te keren, winkels sloten en er werden landarbeiders van het land gehaald. Al snel bleek Sint Jacobiparochie het centrum van verzet. Pas op dinsdag werd er door Beauftragte Ross opgetreden. J.L. Hoogland werd naar Leeuwarden vervoerd. Er werd echter verder gestaakt. Aan de staking kwam pas een einde nadat een overvalwagen donderdag 6 mei het dorp binnenreed.
In de rest van Friesland werd de melkstaking door de boeren ook lang volgehouden, ondanks de op hun uitgeoefende druk. Het was voor de Duitse politie erg makkelijk na te gaan wie geen melk aan de zuivelfabrieken leverde. In Suameer werd bijvoorbeeld een boer doodgeschoten omdat hij niet wilde stoppen met staken.

### Overige provincies
In Den Haag werd en bij de Postcheque-en Girodienst gestaakt. 25 vrouwen van de typekamer namen hierbij de leiding waarna in totaal 400 vrouwen van de dienst staakten. Ook in Rotterdam liepen een tiental vrouwen van het telefoonkantoor de straat op. Dat voornamelijk telefonistes staakten kan verklaard worden door het feit dat zij de stakingsberichten verspreiden en zodoende uit eerste hand vernamen hoe het in de rest van het land ging.

## De rol van radio Oranje

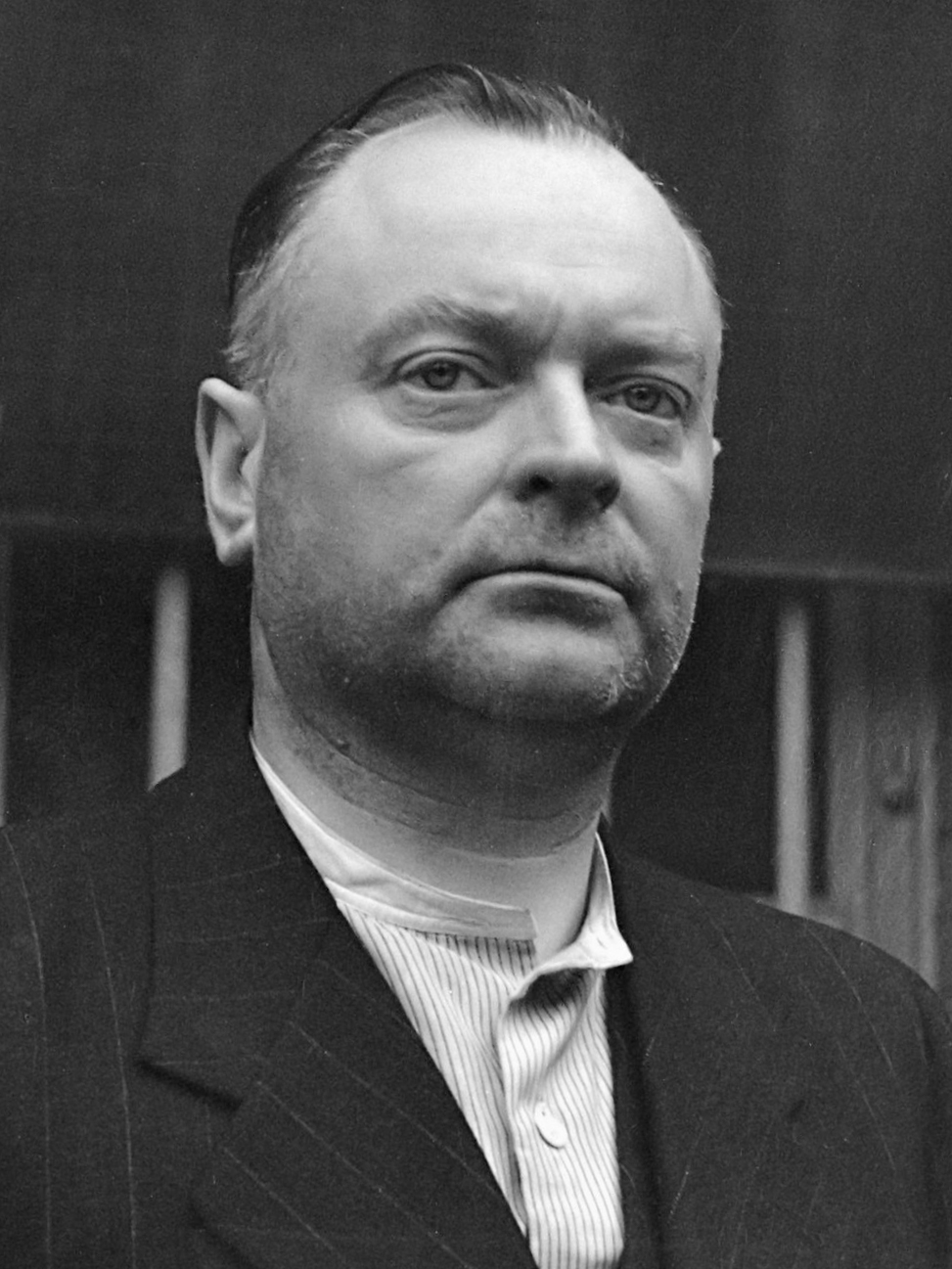
Anton Mussert

Doordat de regering in Londen niet alle berichten goed doorkreeg en tijd besteedde aan het uitzenden van gelukwensen voor Prinses Juliana, die jarig was, werd er pas laat aandacht aan de stakingen in het land geschonken. Dit zorgde bij de luisteraars voor verwarring. De regering was lange tijd niet op de hoogte van de reden van de staking en kende de strekking van het besluit van generaal Christiansen niet. Pas op zondagmiddag 2 mei kwam de Londense regering door een illegaal telegram op de hoogte van de staking, al kwam het niet helemaal als een verrassing want ook in Londen had men de radiorede op 1 mei van Mussert gehoord die verwees naar de ‘onbezonnenheden’. Die maandagochtend vergaderde de ministerraad van Minister President Gerbrandy; zij wisten van Churchill dat er geen geallieerde militaire hulp beschikbaar was om een volksopstand te steunen en daarnaast wilden ze ook niet oproepen tot het stoppen met staken. Zij riepen uiteindelijk op geen gewapend verzet te voeren. De reactie van de regering over de voorgaande dagen zorgde voor een verbittering onder de luisteraars, men kon het moeilijk verkroppen dat de stemmen uit Londen hadden gezwegen over het eerste massale volksverzet tijdens de meest kritieke momenten van de bezettingsjaren.
Een jaar later, in 1944, herdacht Radio Oranje de April-Meistakingen.

## Bestraffing
In Hengelo was het politiebureau overgenomen door de bezetter en er was een zogenaamd 'Polizeistandgericht' in gevestigd. Deze speciale rechtbank speelde een centrale rol bij de Duitse repressie in Gelderland en Overijssel. Daar werden ook naast Frederik Loep nog 5 anderen veroordeeld. 
Na toestemming van Rauter ging het er bij de bestrijding van de onlusten niet om dat de juiste man werd neergeschoten, maar dat er op het juiste moment doden vielen. Een deel van de bestraffing bestond er ook uit dat de lichamen van de slachtoffers in onbekende massagraven werden gedumpt. Een aantal van hen is tot op de dag van vandaag vermist.

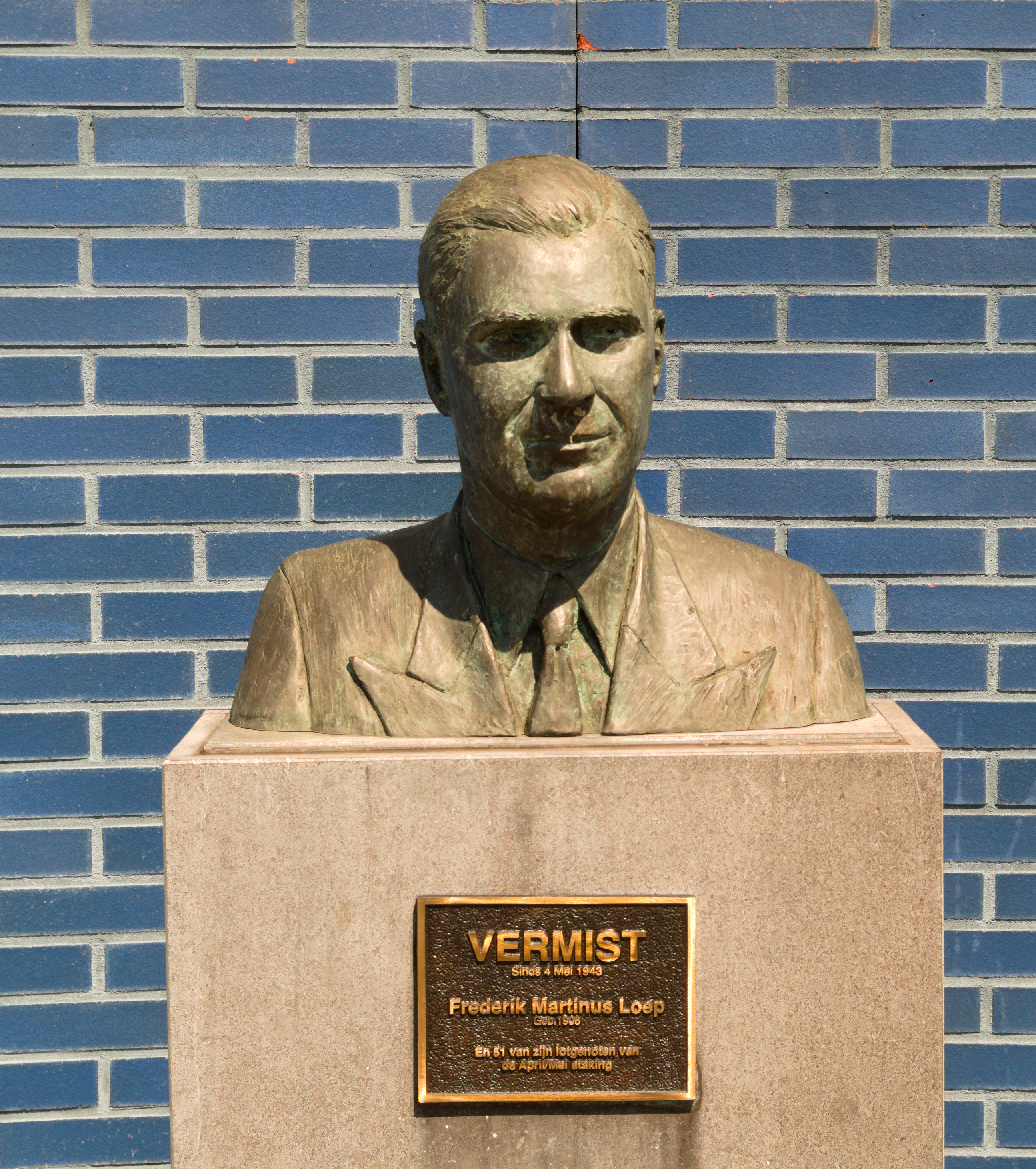
Monument voor Frederik Martinus Loep en 51 van zijn lotgenoten

De telegramwisseling tussen de hoofden van de dienst van de Sicherheitspolizei zijn grotendeels teruggevonden en geven een goede indruk van de staking en de reactie hierop door de bezetter. Deze  reageerde op de staking met harde hand. Tachtig stakers werden standrechtelijk geëxecuteerd, hun namen werden op plakkaten bekendgemaakt. Daarnaast vielen 95 doden en 400 zwaargewonden door beschietingen door de bezetters op de stakers. In de nacht van zaterdag 1 mei op zondag 2 mei werden in heel Twente mannen gearresteerd en via café Haverkate met overvalwagens naar Kamp Vught gebracht. Na en tijdens de staking vielen tweehonderd doden als gevolg van standrechtelijke executies en uitputting in strafkampen. Vanwege de rol van de fabriek Stork werd ingenieur Frederik Marinus Loep ter dood veroordeeld. Loep was niet in Hengelo toen de stakingen begonnen. Hij werd op 4 mei gefusilleerd in Twickelse bossen. Zijn lichaam is nooit gevonden. Met hem werd Antoon Haselbekke, leider van het distributiekantoor te Tubbergen, geëxecuteerd.

## Monumenten
- Monument bij de N.H. Kerk in Marum
- Monument melkstaking Suameer
- Monument Appelbergen, Haren
- Oorlogsmonument in Vaassen[14]
- Monument bij station Hengelo (Overijssel)
- Monument nabij openluchtmuseum Waterberg, Arnhem
- Monument Eerste Wijk in Appelscha
- Monument van Frits Loep aan de Marskant in Hengelo (Overijssel)
- Monument voor  Meindert Tempelaars en Reinier Savelsberg in  Heerlerheide
- Monument in Wellerlooi voor de zeven verzetsstrijders Han Boogerd, Bob Bouman, Leendert Brouwer, Pieter Ruyters, Reinier Savelsberg, Meindert Tempelaars en Servaas Toussaint, hier gefusilleerd i.v.m. de staking 1943. Zie foto bovenaan.

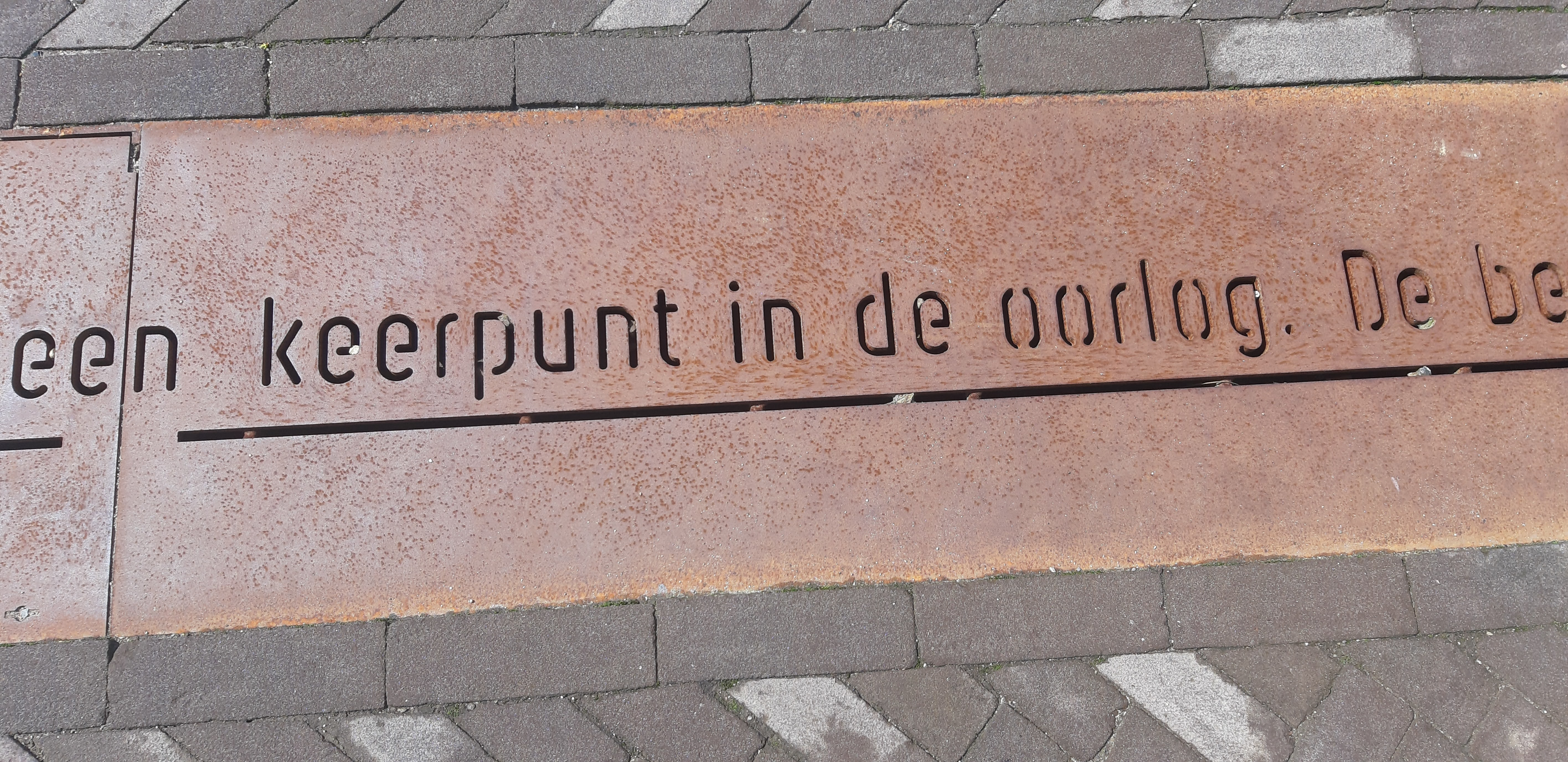
Monument April-mei stakingen in Hengelo bij het station